# Беляевка (Саратовская область)
Беляевка — село в Турковском районе Саратовской области. Входит в состав Рязанского сельского поселения

## Уличная сеть
в селе 3 улицы.
- Мира
- Советская
- Тихая

## Население
| 2002 | 2010 |
| ---- | ---- |
| 173  | ↘135 |

## Географическое положение
Расположено на крайнем западе области, в 299 километрах от Саратова, на правом берегу реки Волжанчик, высота центра села над уровнем моря — 165 м.